# 藤田修
藤田 修（ふじた おさむ） は、日本の機械工学者。学位は、工学博士。北海道大学教授。日本マイクログラビティ応用学会会長。国際燃焼学会副会長。元日本機械学会副会長。

## 人物・経歴
北海道滝川高等学校を経て、1978年北海道大学工学部機械工学科卒業。1984年北海道大学大学院工学研究科機械工学専攻修士課程修了。1986年日本学術振興会特別研究員。1987年北海道大学大学院工学研究科機械工学専攻博士課程修了、工学博士。
その後、北海道大学工学部機械工学科講師。1990年北海道大学工学部機械工学科助教授。
1994年カリフォルニア大学バークレー校客員研究員。2003年北海道大学大学院工学研究科機械宇宙工学部門教授。2006年日本航空宇宙学会宇宙利用部門長。2009年宇宙航空研究開発機構宇宙環境利用科学専門委員会委員。2014年日本学術会議連携会員。2015年日本航空宇宙学会北海道支部部長、宇宙航空研究開発機構宇宙科学研究所宇宙工学委員。
2017年北海道大学工学研究院機械宇宙工学部門長、北海道大学総長補佐、北海道大学アドミッションセンター副センター長、日本機械学会熱工学部門長、日本燃焼学会会長、日本マイクログラビティ応用学会会長、宇宙航空研究開発機構宇宙科学運営協議会運営協議員。2019年日本機械学会副会長。2020年国際燃焼学会副会長。
趣味は囲碁で、学生時代は学生名人戦全国ベスト4や、学生ランキング戦Top10に入ったこともあった。また北海道大学教授として、北海道大学囲碁部顧問や、全学教育総合科目「論理的思考を「囲碁」で養い人工知能との対戦を体感してみよう」も担当した。

## 受賞歴
- 1999年 日本燃焼学会奨励賞[2]
- 2006年 日本マイクログラビティ応用学会論文賞[2]
- 2007年 日本機械学会論文賞[2]
- 2012年 日本機械学会熱工学部門部門一般表彰（講演論文表彰）[2]
- 2013年 日本機械学会フェロー[2]
- 2013年 日本スマートプロセス学会 2013年度Best Reviewer 賞[2]
- 2013年 日本機械学会熱工学部門部門表彰第90期熱工学部門研究業績表彰[2]
- 2014年 日本燃焼学会 2014年「美しい炎」の写真展最優秀作品賞[2]
- 2015年 北海道大学教育総長賞[2]
- 2015年 日本航空宇宙学会フェロー[2]
- 2018年 国際燃焼学会フェロー[2]
- 2018年 谷川熱技術振興基金粉生熱技術振興賞[2]